# Мичуринский драматический театр
Мичу́ринский драматический театр — театр в городе Мичуринске, единственное здание в Тамбовской области, которое было изначально построено как театр. В современном здании театр функционирует с 1913 года.

## История

Фрагмент фасада Мичуринского драматического театра

Весной 1897 года в газете «Тамбовские губернские ведомости» впервые появилось сообщение о предполагаемом строительстве в городе Козлове (название Мичуринска до 1932 года) зимнего театра на частные средства местных купцов. Было принято решение о перестроении под театр здания табачной фабрики (на углу улиц Московской и Архангельской, в настоящее время на этом месте находится здание городской администрации).
Открытие театра состоялось 30 ноября 1897 года. Театр получился большим, четырёхъярусным, на 600 мест. Для первой постановки была выбрана пьеса французского драматурга Сарду «Надо разводиться». Также в течение первого сезона были осуществлены такие постановки, как «Лес» и «Без вины виноватые» Александра Островского.
В 1909 году здание театра сгорело. Козловская общественность выступила с идеей о скорейшем воссоздании театра. В декабре 1912 года «Козловская жизнь» сообщила о проектировании нового театра. В итоге театр был построен на улице Питейной (ныне Гоголевской), где он и находится по настоящее время.
В 1914 году в Козлове было создано первое на Тамбовщине отделение Всероссийского театрального общества.
В 1918 году в театре читал свои рассказы Иван Бунин.
В Мичуринском драматическом театре с 1934 по 1990 год работал заслуженный артист РСФСР, лауреат Государственной премии РСФСР Иван Николаевич Полянский, получивший Государственную премию им. К. М. Станиславского в 1981 году за роль Мичурина в спектакле «Белый пожар» по пьесе И. Гладких.
На сцене Мичуринского театра играли такие артисты, как: Юрий Яковлев, Евгений Леонов, Анатолий Папанов, Валерий Золотухин, Алиса Фрейндлих, Майя Плисецкая, Яков Рафальсон. В спектаклях играли и выезжали на гастроли народные артисты СССР Татьяна Пельтцер, Василий Лановой, Андрей Миронов.

## Участие в фестивалях

Общий вид театра

- «Мелиховская весна»[1].